# 静止軌道

静止軌道

静止軌道（せいしきどう、geostationary orbit）は、対地同期軌道 (geosynchronous orbit) の一種で、（赤道面を基準面として）軌道傾斜角0度、離心率ゼロ（真円）、自身の公転周期と母星の自転周期が等しい軌道である。この軌道を回る衛星は惑星の赤道上を自転と同期して移動し、地上からは天空の一点に止まっているように見えるため、通信衛星や放送衛星や気象衛星によく用いられている。GEOと略されることもある。静止軌道の（人工の）衛星を静止衛星という。

## 概要
地球では、赤道上の高度35,786キロメートルの円軌道であり、軌道周期は23時間56分4秒となる。この軌道は地球の自転に同期しているため、赤道上の上空に見かけ上静止しているように見える。そのため対地速度はゼロとなるが、その高度に地球半径を足した、半径42,164kmの軌道を24時間かけて1周する移動速度は11,032km/hとなる。見かけ上の静止点の経度と観測地の緯度・経度が定まれば衛星の見かけの方向が一意に定まる。

### メリットとデメリット
通信衛星や放送衛星に用いると、地上・衛星双方のアンテナを固定しておくことができ、都合が良いためこの軌道が選ばれることが多い。また、空気抵抗による減速もほぼ無いので、軌道維持のための加速が不要となる。
ただし高緯度の地域では、アンテナの仰角が低くなるため、山や建物の陰になりやすいという欠点もある。また、地表から遠いぶん軌道投入までのエネルギーを多く必要とする上に、一度打ち上げられた衛星へ修理や改良を行うなどの物理的接触は困難である。
同期軌道（GSO: geosynchronous orbit）の一種で、軌道傾斜角をほぼ0度にしたものが静止軌道である。同期軌道で軌道傾斜角を0度以外にする場合が少ないため、同期軌道のことを静止軌道と呼ぶこともあるが、厳密には異なる概念である。

## 軌道投入
静止軌道は、高度2,000km以下の低軌道と比べ高度が高く、さらには要求される軌道速度も速いため、軌道への投入には大きなエネルギーが必要になる。通常は、ロケットにより近地点数百km、遠地点約36,000km（すなわち静止軌道の高度と同じ）の楕円軌道である静止トランスファ軌道に投入し、次に衛星に内蔵する比較的小型のロケットエンジンで円軌道に遷移する。この種の軌道遷移用のロケットエンジンをアポジキックモーターという。また、このような方法でより高度の高い軌道に遷移するための楕円軌道をホーマン軌道という。
なお、トランスファ軌道の軌道傾斜角は、発射点の緯度に依存するため、ゼロとは限らない。この場合軌道面の変換、すなわち軌道傾斜角をゼロに調整するための操作も必要である。このため、静止軌道への投入には、発射点が出来るだけ赤道に近いほうが有利である。欧州宇宙機関でギアナ宇宙センターが選ばれた理由のひとつは、人工衛星の燃料消費節約と、静止衛星に投入できる人工衛星のロケット搭載量増大である。
静止軌道内で、変更しうるパラメータは静止点直下の経度のみである。

## 軌道ポジション
軌道上から、経済活動の活発な需要の多い地域にサービスを提供しようとすれば、おのずと軌道のポジションは限られるため、同経度の他国や企業との競合が生じる。さらに、衛星と地上との通信には電波を利用するので、周波数利用の競合も起こる。衛星を静止軌道上で運用することは、有限な資源である周波数・軌道ポジションを占有することを意味する。
したがって、静止衛星軌道の利用には国際的な取り決めと調整が必須となる。現在は、ITUによって軌道ポジションと周波数の国際管理・調整がなされている。衛星通信は現代の社会基盤の一部を担っており、国際的に決められたルールの下で正しく運用されなければならない。現在、静止衛星軌道上には、運用中の商業用通信衛星に限っても239機の衛星が存在している。
世界の人口や経済活動が地球表面に一様に分布していないように、静止衛星軌道上の衛星も偏った分布をしている。静止衛星軌道上の衛星増加にともない、狭い範囲に複数の衛星が共存している場所も存在する。かつて憂慮されていた、軌道上のポジションと利用周波数帯の高密度化が現実となってきている。特に、ヨーロッパ・アフリカ上空にあたる東経15～20度、アメリカ大陸上空の西経90～100度、そして、日本および東南アジア地域の東経110度周辺ではその程度が著しい